# Браян Мегі
Браян Мегі (англ. Brian Magee; 9 червня 1975, Лісберн, Північна Ірландія) — північноірландський професійний боксер другої середньої ваги, чемпіон світу за версією IBO (2001—2004), чемпіон Європи за версією EBU (2010), призер чемпіонату Європи серед аматорів.

## Аматорська кар'єра
На турнірах серед аматорів Мегі виступав за збірну Ірландії.
На чемпіонаті світу 1995 Мегі програв в першому бою Дірку Айгенбродт (Німеччина).
На чемпіонаті Європи 1996 здобув дві перемоги, а в чвертьфіналі програв Жану-Полю Менді (Франція) — RSCH 1.
На Олімпійських іграх 1996 переміг Ренделла Томпсона (Канада) — 11-5 та Бертрана Тетсі (Камерун) — 11-6 і програв в чвертьфіналі Мохамеду Бахарі (Алжир) — 9-15.
На чемпіонаті світу 1997 програв в першому бою Сергію Савицькому (Білорусь).
На чемпіонаті Європи 1998 здобув три перемоги, в тому числі в півфіналі над росіянином Дмитром Стрельчиніним — 6-1, а в фіналі програв Жолту Ердеї (Угорщина) — 2-10.
Того ж 1998 року на Іграх Співдружності 1998, виступаючи за збірну Північної Ірландії, завоював бронзову медаль.

## Професіональна кар'єра
1999 року Мегі дебютував на професійному рингу.
Не маючи поразок в дванадцятому бою Браян Мегі виграв вакантний титул інтерконтинентального чемпіона за версією IBO в другій середній вазі.
10 грудня 2001 року, здобувши перемогу над Рамоном Брітезом (Аргентина), став чемпіоном світу за версією IBO і володів цим титулом протягом 2001—2004 років, провівши сім вдалих захистів. 26 червня 2004 року, програвши британцю Робіну Рейду, втратив титул.
16 липня 2005 року в Нюрнбергу в бою за вакантний титул чемпіона Європи за версією EBU поступився українцю Віталію Ципко.
26 травня 2006 року Мегі зазнав поразки нокаутом в бою за звання чемпіона Співдружності і чемпіона Великої Британії (BBBofC) від британця Карла Фроч.
25 серпня 2007 року не зумів завоювати звання чемпіона Великої Британії (BBBofC) в напівважкій вазі — бій з чемпіоном Тоні Окі завершився нічиєю.
13 грудня 2008 року Браян Мегі завоював вакантний титул чемпіона Великої Британії (BBBofC) в другій середній вазі, а 30 січня 2010 року — титул чемпіона Європи за версією EBU.
19 березня 2011 року в Монреалі відбувся бій між Браяном Мегі і чемпіоном світу за версією IBF румуном Лучіаном Буте, в якому ірландець зазнав поразки технічним нокаутом в десятому раунді.
В наступному бою 30 липня 2011 року Мегі завоював звання «тимчасового» чемпіона за версією WBA в другій середній вазі. Провівши один вдалий захист титулу, 8 грудня 2012 року зустрівся в бою з чемпіоном світу за версією WBA в другій середній вазі данцем Міккелем Кесслером і, програвши йому технічним нокаутом в третьому раунді, завершив виступи.